# Кладбище 7-го полевого медпункта
Кладбище 7-го полевого медпункта (англ. 7th Field Ambulance Cemetery) — воинское кладбище комиссии Содружества наций по уходу за военными захоронениями расположенное в районе бухты Анзак, на Галлипольском полуострове. На нём покоятся останки солдат Антанты погибших в Дарданелльской операции.

## Исторический фон
25 апреля 1915 года австралийские и новозеландские части десантировались в секторе бухты Анзак. Началась длительная 8-месячная военная кампания. По мере разрастания масштабов операции на полуостров перебрасывались значительные подкрепления. 2-я австралийская дивизия была сформирована в Египте в июле 1915 года. 7-й полевой медпункт в составе этой дивизии прибыл в Галлиполи в августе. Там он исполнял свои функции вплоть до декабря того же года, когда весь воинский контингент Союзников был эвакуирован.

## Описание
Кладбище названо в честь 7-го австралийского полевого медпункта, располагавшегося на месте современного некрополя. Первых погибших и умерших от ран хоронили здесь же. После наступления перемирия было решено перенести сюда останки с других близлежащих небольших кладбищ. Характерно, что из более 300 перенесённых захоронений не были австралийскими, и принадлежали преимущественно военнослужащим 54-й (восточно-английской) дивизии
.
Эти маленькие кладбища были известны под следующими названиями:
- кладбище «Хребет Бедфорда»
- кладбище «Овраг Вест-Хэм»
- кладбище «Пункт Уолдена (или Уолдрона)»
- кладбище «Эссекс»
- кладбище «Агхйыль-Дере»
- кладбище Восточной конной бригады
- кладбище «Саффолк»
- кладбище «Хэмпширский тракт №1»
- кладбище «Хэмпширский тракт №2»
- кладбище «Австралийская долина»
- кладбище «116-й эссексский»
- кладбище «1/6-й хантский»
- кладбище «Норфолк»
- кладбище «Перекрёсток»
- кладбище «1/4-й норт-хантский»

Сегодня кладбище занимает площадь 2212 м² прямоугольной формы. Находится в низине, у подножья холма, расположенного между долинами Агхйыль-Дере и Чаилак-Дере, примерно в 190 метрах к востоку от дороги Сувла — Анзак, своим входом обращено на запад. По бокам обрамлено кустарниковым насаждениями, заднюю границу кладбища формирует собой гряда деревьев. На его территории похоронено 640 воинов. Более двух пятых опознано не было, хотя имеются 207 надгробных камней с именами 160 британских солдат и 47 австралийцев чьи останки, как считается, погребены в братской могиле.